# Guthmann Akademie
Die 2015 gegründete Guthmann Akademie ist ein Forum für die Kunst- und Kulturgeschichte Berlins. Sie versteht sich als außeruniversitäre Lehr- und Forschungseinrichtung mit geisteswissenschaftlichem Profil. Die Guthmann-Akademie widmet sich insbesondere der Vermittlung, Erforschung und Förderung geisteswissenschaftlicher Lehrinhalte auf dem Gebiet der Berliner Kunst- und Kulturgeschichte sowie der Herausgabe wissenschaftlicher Publikationen.

## Geschichte
Vor rund 100 Jahren versammelte der Berliner Kunsthistoriker, Schriftsteller und Kunstsammler Johannes Guthmann (1876–1956) einen illustren Gästekreis um sich, zu dem bildende Künstler der Berliner Secession wie der Maler Max Slevogt und der Bildhauer August Gaul ebenso gehörten wie der Schriftsteller Gerhart Hauptmann, der Regisseur Max Reinhardt, die Schauspielerin Tilla Durieux, der Kunsthändler Paul Cassirer, der Pianist Conrad Ansorge und der spätere Außenminister Walther Rathenau. Sie alle beschäftigte die Frage nach der Funktion von Kunst und Kultur in bewegten Zeiten.
Die kulturgeschichtlichen Salons, Seminare, Vorträge und Ausstellungen der Guthmann Akademie knüpfen an den geistigen und kreativen Austausch an, dessen spiritus rector Johannes Guthmann war. Dabei kooperiert die Guthmann Akademie als Forum für Berliner Kunst- und Kulturgeschichte seit ihrer Gründung 2016 mit renommierten Berliner Kulturinstitutionen wie der Stiftung Stadtmuseum, dem Museum Charlottenburg-Wilmersdorf in der Villa Oppenheim, der Liebermann-Villa oder der Galerie Mutter Fourage in Berlin-Wannsee. Als Lebens- und Schaffensort von Johannes Guthmann ist das Gutshaus Neu-Cladow (Neukladower Allee 9–12, 14089 Berlin) Ursprungsort und Stammhaus der Guthmann Akademie.
Herzstück der Veranstaltungen der Guthmann Akademie ist der Neu-Cladower Salon, der bereits seit April 2013 monatlich an den geistigen und künstlerischen Austausch der legendären Neu-Cladower Rencontres anknüpft.
Veranstaltungsort ist das Gutshaus Neukladow (damals Neu-Cladow) im Gutspark Neukladow, das ehemalige Wohnhaus von Johannes Guthmann und seinem Lebensgefährten Joachim Zimmermann, von ihnen bewohnt zwischen 1910 und 1921.
Die Kunsthistorikerin Miriam-Esther Owesle ist für die Geschäftsführung und wissenschaftlich-künstlerische Leitung verantwortlich.

## Ausstellungen
- Max Slevogt in Neu-Cladow – eine Dokumentation. 15. November 2015 bis 21. Februar 2016 im Gutshaus Neukladow[9]
- „Wo gehen wir denn hin?“ PROJEKTionsORT Neukladow, Berlin-Spandau – Gotisches Haus. 6. Mai bis 18. Juni 2023
- Dem flüchtigen Dauer verleihen, Künstlerinnen und Künstler in Neukladow, 17. Februar bis 1. Mai 2022
- Ein Sommer in Neukladow. Gotisches Haus (Berlin-Spandau) 23. März bis 13. Juni 2021

## Veröffentlichungen (Auswahl)
- „Neu-Cladow und nichts anderes!“: Johannes Guthmanns Traum vom Arkadien an der Havel. Edition Neu-Cladow ; Bd. 1 / Miriam-Esther Owesle. Berlin, 2014
- Mimen, Musen und Memoiren: illustre Gäste in Neu-Cladow. Edition Neu-Cladow ; Band 2 / Miriam-Esther Owesle. Berlin, 2019
- Ein Sommer in Neukladow. Ausstellungskatalog / Gotisches Haus, 13.11.2021-31.01.2021, Berlin. Edition Neu-Cladow ; Band 3 / Miriam-Esther Owesle. Berlin, 2020
- Dem Flüchtigen Dauer verleihen: Künstlerinnen und Künstler in Neukladow. Ausstellungskatalog / Gotisches Haus, 17.02.2022-01.05.2022, Berlin. Edition Neu-Cladow ; Band 4 / Miriam-Esther Owesle